# パキスタン (ドミニオン)

パキスタン自治領
Dominion of Pakistan (英語) 
' مملکتِ پاکستان (ウルドゥー語)

パキスタン自治領の位置

パキスタン（英語: Dominion of Pakistan）は、かつてパキスタンおよびバングラデシュに存在したイギリス連邦の自治領の一つ。立憲君主制の英連邦王国で、1956年に共和制へ移行するまで存続した。

## 概要
第二次世界大戦の結果、イギリス帝国は衰退し、イギリス領インド帝国の独立が決定した。しかし、同地におけるイスラム教徒とヒンドゥー教徒の対立は深刻で、統一国家の成立は不可能なものとなり、別個に独立することは不可避であった。
1947年8月15日、ヒンドゥー教徒多数派地域がインド連邦として独立を宣言。同日、イスラム教徒多数派地域も分離独立を宣言し、パキスタンはイギリス国王を元首とする英連邦王国として独立し、総督にムハンマド・アリー・ジンナーが就任した。両国の独立当初から対立は激化し、1948年にはカシミール地方の帰属をめぐって第一次印パ戦争が勃発。1948年に国際連合の仲介によって停戦したものの、その後も続く印パ戦争の序章となった。
1956年にはパキスタン・イスラム共和国憲法が制定され、国家体制は共和制に移行。イギリス連邦内の共和国となった。